# 김한 (배우)
김한(金瀚, 1993년 6월 7일 ~ )은 중국의 배우이다.

## 출연작

### 드라마
- 2016년 동방 위성 텔레비전 동방극장 《금수미앙》 - 질운남 역
- 2017년 텐센트 웹드라마 《대왕불용이》 - 섭정왕 역
- 2017년 후난위성텔레비전 청춘진행중 《초교전》 - 조서풍 역
- 2018년 동방 위성 텔레비전 동방극장 《우리의 찬란한 시간》 - 리쥐청 역
- 2019년 망고 TV 웹드라마 《수적청춘불반역》 - 웨이 역
- 2019년 유쿠 웹드라마 《학려화정》 - 소정당 역
- 2020년 텐센트 웹드라마 《금석하석》 - 풍석 역
- 2021년 유쿠 웹드라마 《군구령》 - 주찬 역
- 2022년 후난위성텔레비전 금응독파극장 《우견최찬적니》 - 지무어 역
- 2023년 저장 위성 텔레비전 중국람극장 《첨소저여냉선생》 - 렁쓰밍 역